# Ursvattnet
Ursvattnet är en sjö i Strömsunds kommun i Jämtland och ingår i Ångermanälvens huvudavrinningsområde. Sjön har en area på 1,81 kvadratkilometer och ligger 417 meter över havet. Sjön avvattnas av vattendraget Ursbäcken. Vid provfiske har abborre, mört, röding och öring fångats i sjön.

## Delavrinningsområde
Ursvattnet ingår i det delavrinningsområde (710705-149537) som SMHI kallar för Utloppet av Ursvattnet. Medelhöjden är 476 meter över havet och ytan är 15,25 kvadratkilometer. Det finns inga avrinningsområden uppströms utan avrinningsområdet är högsta punkten. Ursbäcken som avvattnar avrinningsområdet har biflödesordning 5, vilket innebär att vattnet flödar genom totalt 5 vattendrag innan det når havet efter 245 kilometer. Avrinningsområdet består mestadels av skog (79 procent). Avrinningsområdet har 1,82 kvadratkilometer vattenytor vilket ger det en sjöprocent på 11,9 procent.